# معترسة
المعترسة (الاسم العلمي: Syngamus) هي جنس من الديدان الأسطوانية تتبع فصيلة المعترسات من رتبة الأسطونيات.

## أنواع المعترسة
- معترسة شحرورية
- معترسة التايغا
- معترسة رغامية
- معترسة أمامية المناسل
- معترسة حدابية الرأس
- معترسة صغيرة الشويكة
- معترسة سبخية